# 芝崎典子
芝崎 典子（しばさき のりこ、1991年9月14日 - ）は、日本の女性声優。東京都出身。マウスプロモーション所属。

## 略歴
小学生の頃に給食を教室で食べることに飽きて、いい手がないかと考えて、放送委員だけは給食を放送室で食べられることもあり、放送委員になろうと考えていたところじゃんけんに負けて、その想いを抱えたまま中学に進学。
その頃になって「放送部に入る」ことに目標が変わり、中高一貫だったため、6年間も放送部に所属し、何度か大会に出場して賞をもらったこともあり、自分のアイデンティティだと思っていた。しかし女子美術大学に進学後は一度離れ、大学の周囲はそれぞれ自己表現の方法を確立している人物ばかりだったため、「自分ってなんだろう」と自分自身を顧みる気持ちになってその時に放送部でしていたことをもう一度やりたいと実感し、ナレーション講座に通い始める。
しかし途中からカメラ映りの授業のようなものが始まりアナウンサー用の講座であることに気付くと、声だけに特化した表現がないかと考えダブルスクールでアミューズメントメディア総合学院東京校へと通い始めた。卒業後、2013年より尾木プロ THE NEXTに所属。
2018年放送のテレビアニメ『悪偶 -天才人形-』で初主演。
2021年1月20日、ドリーミュージックよりデビューミニアルバム『Follow my heart』をリリースし、歌手としてソロデビュー。
2022年9月30日をもって尾木プロ THE NEXTを退所。フリー期間を経て、2023年2月1日よりマウスプロモーション所属となる。
2024年12月14日、初の海外イベント「芝崎典子、関口理咲の台湾ファンミーティング～Snow Lady in Taiwan～」を台湾「典空間」にて開催。

## 人物
小学1年生の時に1年間、アメリカのフロリダ州に住んでいた。
趣味・特技はスキップ、口を閉じて鼻息で喋る、読書、油絵、美術鑑賞。資格として美術館学芸員資格を保有している。
好きな食べ物はうなぎ、ポップコーン、ねぎしの牛タンなど。
家にいる時はずっと見てしまう程、『男はつらいよ』シリーズが好きである。
ビートルズのファンでファンクラブにも加入している。

## 出演
太字はメインキャラクター。

### テレビアニメ
2013年
- 義風堂々!! 兼続と慶次（遊女）
- IS 〈インフィニット・ストラトス〉2（フィー）

2014年
- 蟲師 続章（シマの友人）
- アカメが斬る!（女）
- 怪盗ジョーカー（2014年 - 2016年、キングママ、アナウンサー、子供B、乗客B、忍者E（回想） 他） - 4シリーズ
- 遊☆戯☆王ARC-V（2014年 - 2015年）

2015年
- かみさまみならい ヒミツのここたま（2015年 - 2018年、大槻あやか、ダシマキ、島村なつ、りの、部員 他）

2016年
- DAYS（柄本つくし〈幼少期〉、女子生徒、ラーメン屋店主、小百合の友人）

2017年
- つぐもも（2017年 - 2020年、近石ちさと / ちかお） - 2シリーズ

2018年
- ミイラの飼い方（女子生徒）
- 悪偶 -天才人形-（愛）
- つくもがみ貸します（花魁、おはな、町娘、下女）
- BORUTO-ボルト- NARUTO NEXT GENERATIONS（キララ）

2019年
- 凹凸世界（カイリ） - 2シリーズ
- 八月のシンデレラナイン（塚原雫、美崎ファイターズの少年、向月高校部員）

2020年
- 魔術士オーフェンはぐれ旅（パット）

2022年
- ありふれた職業で世界最強（2022年 - 2024年、リリアーナ・S・B・ハイリヒ）- 2シリーズ
- ようこそ実力至上主義の教室へ 2nd Season（ウェイトレス）

2023年
- ポーション頼みで生き延びます!（サァル）

2024年
- 魔女と野獣（マリー）
- アイドルマスター シャイニーカラーズ（桑山千雪） - 2シリーズ

2025年
- mono（腹持夫婦・妻）

### OVA
- 新テニスの王子様 OVA vs Genius10（2014年、柳蓮二〈幼少期〉[1]）

### Webアニメ
- ヘタリア The World Twinkle（2015年、妖精、リャマ、メキシコの子供）
- オニズシ（2016年、サクラ、緑鬼[30]）
- ポケモンジェネレーションズ（2016年 - 2017年、フウロ[1]、ロケット団員、もこお）
- マウスどうぶつえん（2023年、ケサランパサランののりこ）

### ゲーム
2013年
- S4 League

2014年
- MARGINAL#4 IDOL OF SUPERNOVA
- 戦場の円舞曲（マルク）

2015年
- ウチの姫さまがいちばんカワイイ（フローレンス・シアー）
- ケイオスドラゴン
- チェインクロニクル 〜絆の新大陸〜（巨大書庫の主 フリーダ）
- サウザンドメモリーズ（リリー、ティディ）
- VENUS PROJECT（吉田真理亜）

2016年
- ワールドチェイン（八百屋お七）
- アイドルコネクト -AsteriskLive-（高花ひかり）
- トリックスター 召喚士になりたい（リコリス、トーマス）
- 薔薇に隠されしヴェリテ（エリザベート）
- 遊☆戯☆王デュエルモンスターズ 最強カードバトル!

2017年
- 黒騎士と白の魔王（イオ）
- 蝶々事件ラブソディック（奥田みどり）
- 八月のシンデレラナイン（塚原雫）
- クイズRPG 魔法使いと黒猫のウィズ（2017年 - 2024年、シャティ＝バラキーファ、エーファ・ベルツ、クァット）

2018年
- メギド72（プランシィ）
- アイドルマスター シャイニーカラーズ（2018年 - 2024年、桑山千雪）
- 帝国戦記（シズカ）

2019年
- ワンダーグラビティ ～ピノと重力使い～（レト）
- ワールドフリッパー（プ・リリエ、ハートリーフ）

2020年
- きららファンタジア（篠華まゆ）

2021年
- アイドルマスター ポップリンクス（桑山千雪）
- ナナリズムダッシュHYPER（ユルネ）

2022年
- アズールレーン（ヴォルガ）
- アイドルコネクト -AsteriskLive- 2022（高花ひかり）

2023年
- モンスターストライク（エンプレイラ）
- 嘘から始まる恋の夏（朝日花世）
- アイドルマスター シャイニーカラーズ Song for Prism（2023年 - 2024年、桑山千雪）

2025年
- 天月麻雀（夜霧）
- Clover Reset（神宮寺清香）

### ドラマCD
- IS〈インフィニット・ストラトス〉オリジナルドラマシリーズ Vol.7 feat.更識楯無（2014年、女生徒[8]）

### ラジオ
※はインターネット配信。
- アイドルマスター シャイニーカラーズ はばたきラジオステーション（2018年 - 、ASOBI CHANNEL※） - 週替わりパーソナリティ
- 芝崎典子と丸岡和佳奈のチョクラジ！（2020年 - 2021年、チョクメ！※）[49]

### インターネット配信番組
- 芝崎典子に釘付け（2020年 - 2023年、LINE LIVE）[50]
- 芝崎典子と安井咲希の所定外学習（2020年 - 、ニコニコ生放送）[51]
- 芝崎典子のたまにはいいよね（2020年 - 、ニコニコ生放送）[52]

### ラジオドラマ
- ラジオドラマ『♮ 〜ナチュラル〜』（2017年 - 2018年、大徳寺奏恋[53]）

### 吹き替え
- プラウドファミリー（2022年、ペニー・プラウド[54]）

### ナレーション
- japanぐる～ヴ（2019年）[55]
- NHK「ドキュメンタリー 2030年 家族がなくなる？」[1]
- FC町田ゼルビアをつくろう〜ゼルつく〜（2023年 - 、AbemaTV）※回替わり

### デジタルコミック
- Shrink〜精神科医ヨワイ〜（2025年、雨宮有里[56][57]）

### ボイスドラマ
- ありふれた職業で世界最強 ボイスドラマ（2022年 - 2024年、リリアーナ・S・B・ハイリヒ） - 2シリーズ[一覧 6]
- ASMR『ナイショの関係～七瀬りお～』（2022年、七瀬りお[58]）
- ASMR『雨音キャンバス 〜君を描く梅雨の放課後〜』（2022年、青桐菜実[59]）
- ASMR『ママといっしょにおねんねしましょ 〜お淑やかママ編〜』（2024年、平井薫子[60]）
- ASMR『二人きりの勉強会「もちろん、ご褒美はあまあま休憩タイム♪」～天然ゆるふわお姉ちゃん系家庭教師のご褒美お耳かき～』（2025年、芳野紗凪[61]）

### 舞台
- LIAR GAME murder mystery『爆発廃工場 〜犯人の挑戦状〜』『首切りホテル 〜最後の夜宴〜』（2024年[62]）

### 映像商品
- 「THE IDOLM@STER SHINY COLORS 1stLIVE FLY TO THE SHINY SKY」Blu-ray（2019年）[63]
- バンダイナムコエンターテインメントフェスティバル 2days LIVE Blu-ray（2020年）[64]
- 「THE IDOLM@STER SHINY COLORS MUSIC DAWN」Blu-ray（2021年）[65]
- 「THE IDOLM@STER SHINY COLORS 2ndLIVE STEP INTO THE SUNSET SKY」Blu-ray（2021年）[66]
- 「THE IDOLM@STER SHINY COLORS 3rdLIVE TOUR PIECE ON PLANET / NAGOYA / TOKYO / FUKUOKA」Blu-ray（2022年）[67]  [68]  [69]
- 「THE IDOLM@STER SHINY COLORS 4thLIVE 空は澄み、今を越えて。」Blu-ray（2022年）[70]
- バンダイナムコエンターテインメントフェスティバル 2nd 2days LIVE Blu-ray（2023年）[71]
- THE IDOLM@STER M@STERS OF IDOL WORLD!!!!! 2023 Blu-ray PERFECT BOX!!!!!（2023年）[72]
- 「THE IDOLM@STER SHINY COLORS 5thLIVE If I_wings.」Blu-ray（2023年）[73]
- 283PRODUCTION SOLO PERFORMANCE LIVE「我儘なまま」Blu-ray（2024年）[74]
- THE IDOLM@STER SHINY COLORS 5.5th Anniversary LIVE「星が見上げた空」Blu-ray（2024年）[75]
- 「異次元フェス アイドルマスター★♥ラブライブ！歌合戦」Blu-ray（2024年）[76]
- 『黒木ほの香・芝崎典子のふらっと香川に来てみました!』（2024年）[77]
- 「THE IDOLM@STER SHINY COLORS 6thLIVE TOUR Come and Unite!」Blu-ray（2025年）[78]

### その他コンテンツ
- LINEスタンプ『アイドルマスター シャイニーカラーズ』（2019年 - 2020年、桑山千雪） - 2作品

## ディスコグラフィ

### ミニアルバム
|        | 発売日         | タイトル         | 規格品番    | 規格品番  | オリコン 最高位 |
| CD+DVD | 発売日         | タイトル         | CD          |           | オリコン 最高位 |
| ------ | -------------- | ---------------- | ----------- | --------- | --------------- |
| 1st    | 2021年1月20日  | Follow my heart  | MUCD-8146/7 | MUCD-1465 | 51位            |
| 2nd    | 2021年12月15日 | てん、てん、てん | MUCD-8156/7 | MUCD-1475 |                 |

### キャラクターソング
| 発売日   | 商品名 | 歌 | 楽曲 | 備考                                                                             |
| 2016年   | 2016年 | 2016年 | 2016年 | 2016年                                                                           |
| -------- | --- | --- | --- | -------------------------------------------------------------------------------- |
| 8月12日  | IDOL CONNECT -UNIT DISC- 初めまして、大好きです！                                                                 | GARNET PARTY | 「STAGE」 「RED SWEETIE」 | ゲーム『アイドルコネクト -AsteriskLive-』関連曲                                  |
| 8月12日  | IDOL CONNECT -Solo Disc- Feelings of girl                                                                         | 高花ひかり（芝崎典子） | 「spica heart」 | ゲーム『アイドルコネクト -AsteriskLive-』関連曲                                  |
| 2017年   | | | |                                                                                  |
| 2月18日  | IDOL CONNECT -Memorial Disc- キミが一度笑うなら、千回わたしは歌うんだ。                                           | 高花ひかり（芝崎典子） | 「あなたらしく、私らしく」 | ゲーム『アイドルコネクト -AsteriskLive-』関連曲                                  |
| 6月21日  | つぐもも キャラクターソングミニアルバム                                                                           | 近石ちさと（芝崎典子） | 「ハリセン☆ハリケーン」 | テレビアニメ『つぐもも』関連曲                                                   |
| 8月18日  | IDOL CONNECT asterisk live! Star*Trine                                                                            | 春宮空子（森千早都）、瀬月唯（相坂優歌）、羽田千乃（本渡楓）、火ノ前留奈（大久保瑠美）、高花ひかり（芝崎典子）、古風楓（大森日雅）、柚木ミユ（木村千咲）、泉水つかさ（橋本ちなみ）、坂上八葉（日高里菜） | 「Star*Trine」 | ゲーム『アイドルコネクト -AsteriskLive-』関連曲                                  |
| 2018年   | | | |                                                                                  |
| 6月6日   | THE IDOLM@STER SHINY COLORS BRILLI@NT WING 01 Spread the Wings!!                                                  | シャイニーカラーズ | 「Spread the Wings!!」 「Multicolored Sky」 | ゲーム『アイドルマスター シャイニーカラーズ』テーマソング                        |
| 10月3日  | THE IDOLM@STER SHINY COLORS BRILLI@NT WING 05 アルストロメリア                                                    | アルストロメリア | 「アルストロメリア」 「ハピリリ」 「Spread the Wings!!」 | ゲーム『アイドルマスター シャイニーカラーズ』関連曲                              |
| 12月19日 | THE IDOLM@STER SHINY COLORS SE@SONAL WINTER                                                                       | シャイニーカラーズ | 「SNOW FLAKES MEMORIES」 「Let's get a chance」 | ゲーム『アイドルマスター シャイニーカラーズ』関連曲                              |
| 2019年   | | | |                                                                                  |
| 3月9日   | THE IDOLM@STER SHINY COLORS SOLO COLLECTION -1stLIVE FLY TO THE SHINY SKY-                                        | 桑山千雪（芝崎典子） | 「アルストロメリア」 | ゲーム『アイドルマスター シャイニーカラーズ』関連曲                              |
| 4月6日   | 始まりの合図 | Clutch! | 「ALL FOR ONE★」 「Revolution No.9」 | ゲーム『八月のシンデレラナイン』関連曲                                           |
| 4月10日  | THE IDOLM@STER SHINY COLORS FR@GMENT WING 01                                                                      | シャイニーカラーズ | 「Ambitious Eve」 「いつか Shiny Days」 | ゲーム『アイドルマスター シャイニーカラーズ』関連曲                              |
| 8月18日  | THE IDOLM@STER SHINY COLORS SOLO COLLECTION -SUMMER PARTY 2019-                                                   | 桑山千雪（芝崎典子） | 「ハピリリ」 | ゲーム『アイドルマスター シャイニーカラーズ』関連曲                              |
| 8月21日  | THE IDOLM@STER SHINY COLORS FR@GMENT WING 05                                                                      | アルストロメリア | 「Bloomy!」 「Love Addiction」 「Ambitious Eve」 | ゲーム『アイドルマスター シャイニーカラーズ』関連曲                              |
| 10月13日 | グラウンドの響 | Clutch! | 「摩擦主義」 「Summer Soul...」 | ゲーム『八月のシンデレラナイン』関連曲                                           |
| 12月18日 | THE IDOLM@STER SHINY COLORS FUTURITY SMILE                                                                        | シャイニーカラーズ | 「FUTURITY SMILE」 「Spread the Wings!!」 | ゲーム『アイドルマスター シャイニーカラーズ』関連曲                              |
| 2020年   | | | |                                                                                  |
| 2月12日  | THE IDOLM@STER SHINY COLORS SWEET♡STEP                                                                            | シャイニーカラーズ | 「SWEET♡STEP」 「Multicolored Sky」 | ゲーム『アイドルマスター シャイニーカラーズ』関連曲                              |
| 3月21日  | THE IDOLM@STER SHINY COLORS SOLO COLLECTION -SPRING PARTY 2020-                                                   | 桑山千雪（芝崎典子） | 「Bloomy!」 | ゲーム『アイドルマスター シャイニーカラーズ』関連曲                              |
| 4月8日   | THE IDOLM@STER SHINY COLORS GR@DATE WING 01                                                                       | シャイニーカラーズ | 「シャイノグラフィ」 「Dye the sky.」 | ゲーム『アイドルマスター シャイニーカラーズ』関連曲                              |
| 7月29日  | THE IDOLM@STER SHINY COLORS SOLO COLLECTION -2ndLIVE STEP INTO THE SUNSET SKY-                                    | 桑山千雪（芝崎典子） | 「Love Addiction」 | ゲーム『アイドルマスター シャイニーカラーズ』関連曲                              |
| 10月31日 | THE IDOLM@STER SHINY COLORS SOLO COLLECTION -MUSIC DAWN-                                                          | 桑山千雪（芝崎典子） | 「SNOW FLAKES MEMORIES」 | ゲーム『アイドルマスター シャイニーカラーズ』関連曲                              |
| 12月9日  | THE IDOLM@STER SHINY COLORS GR@DATE WING 05                                                                       | アルストロメリア | 「ダブル・イフェクト」 「Anniversary」 「シャイノグラフィ」 | ゲーム『アイドルマスター シャイニーカラーズ』関連曲                              |
| 2021年   | | | |                                                                                  |
| 3月10日  | THE IDOLM@STER SHINY COLORS COLORFUL FE@THERS -Sol-                                                               | 桑山千雪（芝崎典子） | 「Darling you!」 | ゲーム『アイドルマスター シャイニーカラーズ』関連曲                              |
| 3月10日  | THE IDOLM@STER SHINY COLORS COLORFUL FE@THERS -Sol-                                                               | Team.Sol | 「SOLAR WAY」 | ゲーム『アイドルマスター シャイニーカラーズ』関連曲                              |
| 4月14日  | THE IDOLM@STER SHINY COLORS L@YERED WING 01                                                                       | シャイニーカラーズ | 「Resonance⁺」 「Color Days」 | ゲーム『アイドルマスター シャイニーカラーズ』関連曲                              |
| 4月24日  | THE IDOLM@STER SHINY COLORS SOLO COLLECTION -3rdLIVE TOUR PIECE ON PLANET / TOKYO-                                | 桑山千雪（芝崎典子） | 「ダブル・イフェクト」 | ゲーム『アイドルマスター シャイニーカラーズ』関連曲                              |
| 4月25日  | 灼けつくエール | Clutch! | 「炎天宣誓歌」 「八月のエバーグリーン」 | ゲーム『八月のシンデレラナイン』関連曲                                           |
| 5月29日  | THE IDOLM@STER SHINY COLORS SOLO COLLECTION -3rdLIVE TOUR PIECE ON PLANET / FUKUOKA-                              | 桑山千雪（芝崎典子） | 「Anniversary」 | ゲーム『アイドルマスター シャイニーカラーズ』関連曲                              |
| 8月18日  | THE IDOLM@STER SHINY COLORS L@YERED WING 05                                                                       | アルストロメリア | 「パステルカラー パスカラカラー」 「ラブ・ボナペティート」 「Resonance⁺」 | ゲーム『アイドルマスター シャイニーカラーズ』関連曲                              |
| 2022年   | | | |                                                                                  |
| 2月14日  | THE IDOLM@STER SHINY COLORS SOLO COLLECTION -L@YERED WING part 1-                                                 | 桑山千雪（芝崎典子） | 「パステルカラー パスカラカラー」 | ゲーム『アイドルマスター シャイニーカラーズ』関連曲                              |
| 2月14日  | THE IDOLM@STER SHINY COLORS SOLO COLLECTION -L@YERED WING part 2-                                                 | 桑山千雪（芝崎典子） | 「ラブ・ボナペティート」 | ゲーム『アイドルマスター シャイニーカラーズ』関連曲                              |
| 4月13日  | THE IDOLM@STER SHINY COLORS PANOR@MA WING 01                                                                      | シャイニーカラーズ | 「虹の行方」 「Daybreak Age」 | ゲーム『アイドルマスター シャイニーカラーズ』関連曲                              |
| 4月23日  | THE IDOLM@STER SHINY COLORS Synthe-Side 03                                                                        | イルミネーションスターズ、アルストロメリア、シーズ | 「Secret utopIA」 | ゲーム『アイドルマスター シャイニーカラーズ』関連曲                              |
| 4月23日  | THE IDOLM@STER SHINY COLORS Synthe-Side 03                                                                        | 桑山千雪（芝崎典子） | 「Secret utopIA」 | ゲーム『アイドルマスター シャイニーカラーズ』関連曲                              |
| 8月10日  | THE IDOLM@STER SHINY COLORS PANOR@MA WING 05                                                                      | アルストロメリア | 「VERY BERRY LOVE」 「Give me some more…」 「虹の行方」 | ゲーム『アイドルマスター シャイニーカラーズ』関連曲                              |
| 8月13日  | THE IDOLM@STER SHINY COLORS B☆Health                                                                              | シャイニーカラーズ | 「283体操」 「シャイニーエクササイズ」 | ゲーム『アイドルマスター シャイニーカラーズ』関連曲                              |
| 2023年   | | | |                                                                                  |
| 1月18日  | THE IDOLM@STER SHINY COLORS WING COLLECTION -A side-                                                              | シャイニーカラーズ | 「Spread the Wings!! -25 colors-」 「Ambitious Eve -25 colors-」 「シャイノグラフィ -25 colors-」 「Resonance⁺ -25 colors-」 「SNOW FLAKES MEMORIES -25 colors-」 「FUTURITY SMILE -25 colors-」 | ゲーム『アイドルマスター シャイニーカラーズ』関連曲                              |
| 2月8日   | THE IDOLM@STER SHINY COLORS WING COLLECTION -B side-                                                              | シャイニーカラーズ | 「Multicolored Sky -25 colors-」 「いつか Shiny Days -25 colors-」 「Dye the sky. -25 colors-」 「Color Days -25 colors-」 「Let's get a chance -25 colors-」 「SWEET♡STEP -25 colors-」         | ゲーム『アイドルマスター シャイニーカラーズ』関連曲                              |
| 2月11日  | THE IDOLM@STER SHINY COLORS SOLO COLLECTION -M@STERS OF IDOL WORLD!!!!! 2023-                                     | 桑山千雪（芝崎典子） | 「Let’s get a chance」 | ゲーム『アイドルマスター シャイニーカラーズ』関連曲                              |
| 3月18日  | THE IDOLM@STER SHINY COLORS SOLO COLLECTION -5thLIVE If I_wings. part1-                                           | 桑山千雪（芝崎典子） | 「VERY BERRY LOVE」 | ゲーム『アイドルマスター シャイニーカラーズ』関連曲                              |
| 3月18日  | THE IDOLM@STER SHINY COLORS SOLO COLLECTION -5thLIVE If I_wings. part2-                                           | 桑山千雪（芝崎典子） | 「Give me some more…」 | ゲーム『アイドルマスター シャイニーカラーズ』関連曲                              |
| 7月12日  | THE IDOLM@STER SHINY COLORS “CANVAS” 04                                                                           | アルストロメリア | 「メッセージ」 「Love Letter」 「グラデーション」 | ゲーム『アイドルマスター シャイニーカラーズ』関連曲                              |
| 7月22日  | THE IDOLM@STER SHINY COLORS SOLO COLLECTION -SOLO PERFORMANCE LIVE 我儘なまま Sol-                                | 桑山千雪（芝崎典子） | 「SOLAR WAY」 | ゲーム『アイドルマスター シャイニーカラーズ』関連曲                              |
| 10月18日 | THE IDOLM@STER SHINY COLORS Song for Prism 星の声                                                                 | シャイニーカラーズ | 「星の声」 | ゲーム『アイドルマスター シャイニーカラーズ Song for Prism』テーマソング         |
| 2024年   | | | |                                                                                  |
| 1月24日  | THE IDOLM@STER SHINY COLORS Song for Prism 裸足じゃイラレナイ / 明日もBeautiful Day                               | アルストロメリア | 「明日もBeautiful Day」 | ゲーム『アイドルマスター シャイニーカラーズ Song for Prism』関連曲               |
| 3月2日   | THE IDOLM@STER SHINY COLORS SOLO COLLECTION -6thLIVE TOUR Come and Unite! part1-                                  | 桑山千雪（芝崎典子） | 「メッセージ」 | ゲーム『アイドルマスター シャイニーカラーズ』関連曲                              |
| 3月2日   | THE IDOLM@STER SHINY COLORS SOLO COLLECTION -6thLIVE TOUR Come and Unite! part2-                                  | 桑山千雪（芝崎典子） | 「Love Letter」 | ゲーム『アイドルマスター シャイニーカラーズ』関連曲                              |
| 3月2日   | THE IDOLM@STER SHINY COLORS SOLO COLLECTION -6thLIVE TOUR Come and Unite! part3-                                  | 桑山千雪（芝崎典子） | 「グラデーション」 | ゲーム『アイドルマスター シャイニーカラーズ』関連曲                              |
| 4月10日  | THE IDOLM@STER SHINY COLORS ツバサグラビティ                                                                      | シャイニーカラーズ | 「ツバサグラビティ」 | テレビアニメ『アイドルマスター シャイニーカラーズ』オープニングテーマ            |
| 4月10日  | THE IDOLM@STER SHINY COLORS ツバサグラビティ                                                                      | アルストロメリア | 「ツバサグラビティ」 | テレビアニメ『アイドルマスター シャイニーカラーズ』関連曲                        |
| 7月27日  | THE IDOLM@STER SHINY COLORS LIVE FUN!! -Beyond the Blue sky part1-                                                | 桑山千雪（芝崎典子） | 「ツバサグラビティ」 | テレビアニメ『アイドルマスター シャイニーカラーズ』関連曲                        |
| 8月7日   | THE IDOLM@STER SHINY COLORS ECHOES 04                                                                             | アルストロメリア | 「アスタラブビスタ」 「DAYDREAM LOVE」 「Migratory Echoes」 | ゲーム『アイドルマスター シャイニーカラーズ』関連曲                              |
| 9月25日  | THE IDOLM@STER SHINY COLORS Song for Prism After Run / mellow mellow                                              | アルストロメリア | 「mellow mellow」 | ゲーム『アイドルマスター シャイニーカラーズ Song for Prism』関連曲               |
| 10月5日  | THE IDOLM@STER SHINY COLORS SOLO COLLECTION -6.5th Anniversary LIVE “Chapter 283”-                                | 桑山千雪（芝崎典子） | 「明日もBeautiful Day」 | ゲーム『アイドルマスター シャイニーカラーズ Song for Prism』関連曲               |
| 10月9日  | THE IDOLM@STER SHINY COLORS プリズムフレア                                                                        | シャイニーカラーズ | 「プリズムフレア」 | テレビアニメ『アイドルマスター シャイニーカラーズ 2nd season』オープニングテーマ |
| 10月9日  | THE IDOLM@STER SHINY COLORS プリズムフレア                                                                        | アルストロメリア | 「プリズムフレア」 | テレビアニメ『アイドルマスター シャイニーカラーズ 2nd season』関連曲             |
| 10月30日 | THE IDOLM@STER SHINY COLORS Happy Surprise Trick!                                                                 | 櫻木真乃（関根瞳）、幽谷霧子（結名美月）、園田智代子（白石晴香）、桑山千雪（芝崎典子）、黛冬優子（幸村恵理）                                                                                             | 「ねぇ、ねぇ、ねぇ」 | テレビアニメ『アイドルマスター シャイニーカラーズ 2nd season』関連曲             |
| 10月30日 | THE IDOLM@STER SHINY COLORS Happy Surprise Trick!                                                                 | シャイニーカラーズ | 「Poison Berry Daughters」 | テレビアニメ『アイドルマスター シャイニーカラーズ 2nd season』関連曲             |
| 11月20日 | THE IDOLM@STER SHINY COLORS Song for Prism C’mon! Join Us / 愛なView / サマーサマーオーシャンパーリィバケーション | シャイニーカラーズ | 「C’mon! Join Us」 「愛なView」 | ゲーム『アイドルマスター シャイニーカラーズ Song for Prism』関連曲               |
| 12月25日 | THE IDOLM@STER SHINY COLORS Over the prism                                                                        | アルストロメリア | 「With you」 | テレビアニメ『アイドルマスター シャイニーカラーズ 2nd season』関連曲             |
| 12月25日 | THE IDOLM@STER SHINY COLORS Over the prism                                                                        | シャイニーカラーズ | 「プリズムフレア -23 colors-」 | テレビアニメ『アイドルマスター シャイニーカラーズ 2nd season』関連曲             |
| 2025年   | | | |                                                                                  |
| 1月22日  | THE IDOLM@STER SHINY COLORS ECHOES 09                                                                             | シャイニーカラーズ | 「Migratory Echoes」 | ゲーム『アイドルマスター シャイニーカラーズ』関連曲                              |
| 3月1日   | THE IDOLM@STER SHINY COLORS SOLO COLLECTION -2nd season LIVE Over the prism part1-                                | 桑山千雪（芝崎典子） | 「プリズムフレア」 | テレビアニメ『アイドルマスター シャイニーカラーズ 2nd season』関連曲             |
| 3月1日   | THE IDOLM@STER SHINY COLORS SOLO COLLECTION -2nd season LIVE Over the prism part2-                                | 桑山千雪（芝崎典子） | 「With you」 | テレビアニメ『アイドルマスター シャイニーカラーズ 2nd season』関連曲             |
| 3月1日   | THE IDOLM@STER SHINY COLORS SOLO COLLECTION -2nd season LIVE Over the prism part3-                                | 桑山千雪（芝崎典子） | 「ねぇ、ねぇ、ねぇ」 | テレビアニメ『アイドルマスター シャイニーカラーズ 2nd season』関連曲             |
| 3月1日   | THE IDOLM@STER SHINY COLORS SOLO COLLECTION -2nd season LIVE Over the prism part4-                                | 桑山千雪（芝崎典子） | 「Poison Berry Daughters」 | テレビアニメ『アイドルマスター シャイニーカラーズ 2nd season』関連曲             |

### その他参加作品
| 発売日        | 商品名                                           | 歌                                                       | 楽曲                   | 備考                                                         |
| ------------- | ------------------------------------------------ | -------------------------------------------------------- | ---------------------- | ------------------------------------------------------------ |
| 2018年7月10日 | ツギハギ                                         | 芝崎典子                                                 | 「ツギハギ」           | テレビアニメ『悪偶 -天才人形-』エンディングテーマ            |
| 2022年12月5日 | 283PRODUCTION UNIT LIVE SETSUNA BEAT ORIGINAL CD | 黒木ほの香、前川涼子、芝崎典子                           | 「Happy Funny Lucky」  | ライブイベント『283PRODUCTION UNIT LIVE SETSUNA BEAT』関連曲 |
| 2022年12月5日 | 283PRODUCTION UNIT LIVE SETSUNA BEAT ORIGINAL CD | 土屋李央、田嶌紗蘭、河野ひより、芝崎典子                 | 「NEO THEORY FANTASY」 | ライブイベント『283PRODUCTION UNIT LIVE SETSUNA BEAT』関連曲 |
| 2022年12月5日 | 283PRODUCTION UNIT LIVE SETSUNA BEAT ORIGINAL CD | 芝崎典子、河野ひより、涼本あきほ、丸岡和佳奈、黒木ほの香 | 「今しかない瞬間を」   | ライブイベント『283PRODUCTION UNIT LIVE SETSUNA BEAT』関連曲 |

## ライブ・イベント

### 配信イベント
| 配信日        | タイトル                                                | 配信サイト |
| ------------- | ------------------------------------------------------- | ---------- |
| 2021年9月20日 | Noriko Shibasaki BirthdayEvent 2020 〜Follow my heart〜 | Thumva     |

## 書籍

### 写真集
- 芝崎典子1st写真集『のりこめ！』（2023年9月14日、イマジカインフォス） ISBN 978-4-07-455924-4[80]